# Нато (деревина)

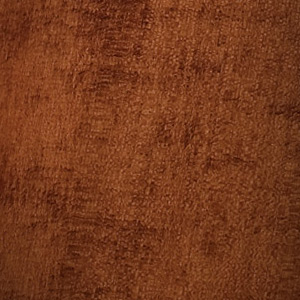
Нато на акустичній гітарі Takamine

Деревина нато (англ. Nato wood) — найменування деревини з дерев роду Мора (найвідоміші види — Mora excelsa або Mora та Mora gonggrijpii або Morabukea).
Вирізняється червонувато-коричневим кольором з різними відтінками, часто з більш темними або світлими смугами. Має прямі до замкнутих зерна, з середньою грубою текстурою та гарним натуральним блиском. Виглядає подібно до червоного дерева і часто зветься як «східне червоне дерево».
Деревина серцевини світло-середньо-червонувато-коричневого кольору. Заболонь блідо-жовто-коричнева і чітко розмежована з серцевиною.
Деревина відносно тверда і щільна, добре обробляється, але погано висушується. Доступна у великих відрізках, має високу стійкість до зносу, міцна і довговічна. Використовується у будівництві, обладнанні промислових підлогових покриттів та залізничних зв'язків, суднобудуванні. Використовується як ділова деревина у виробництві струнних музичних інструментів (найчастіше — акустичних гітар).